# جون بوب (سياسي)
جون بوب هو محامي وسياسي أمريكي، ولد في 1 فبراير 1770 في مقاطعة برينس ويليام في الولايات المتحدة، وتوفي في 12 يوليو 1845 في سبرينغفيلد في الولايات المتحدة. نشط حزبياً في الحزب الجمهوري الديمقراطي والحزب الديمقراطي وحزب اليمين.

## مناصب
- انتخب عضو مجلس الشيوخ الأمريكي [الإنجليزية]‏ عن دائرة Kentucky Class 3 senate seat ‏ وقد انضم خلال فترته النيابية [الإنجليزية]‏ (4 مارس 1811 – 4 مارس 1813) للكتلة البرلمانية الحزب الجمهوري الديمقراطي.
- انتخب عضو مجلس الشيوخ الأمريكي [الإنجليزية]‏ عن دائرة Kentucky Class 3 senate seat ‏ وقد انضم خلال فترته النيابية [الإنجليزية]‏ (4 مارس 1809 – 4 مارس 1811) للكتلة البرلمانية الحزب الجمهوري الديمقراطي.
- انتخب عضو مجلس الشيوخ الأمريكي [الإنجليزية]‏ عن دائرة Kentucky Class 3 senate seat ‏ وقد انضم خلال فترته النيابية [الإنجليزية]‏ (4 مارس 1807 – 4 مارس 1809) للكتلة البرلمانية الحزب الجمهوري الديمقراطي.
- انتخب عضو مجلس نواب كنتاكي ‏.
- انتخب عضو مجلس ولاية كنتاكي ‏.
- انتخب Secretary of State of Kentucky [الإنجليزية]‏ (21 أكتوبر 1816 – 2 أغسطس 1819).
- انتخب الرئيس المؤقت لمجلس الشيوخ الأمريكي (23 فبراير 1811 – 3 نوفمبر 1811).
- انتخب Governor of Arkansas Territory ‏ (9 مارس 1829 – 9 مارس 1835).
- انتخب عضو مجلس النواب الأمريكي عن دائرة Kentucky's 7th congressional district [الإنجليزية]‏ (4 مارس 1837 – 3 مارس 1843).